# مايكل مارتن هامر
مايكل مارتن هامر (بالإنجليزية: Michael Martin Hammer) (13 أبريل 1948 - 3 سبتمبر 2008) هو مهندس أمريكي ومؤلف في علوم الإدارة، وأستاذ سابق لعلم الحاسوب في معهد ماساتشوستس للتقنية، ويعرف بأنه في الإدارة هو مؤسس نظرية هندسة إجراءات العمل أو عملية إعادة هندسة الأعمال.

## سيرة ذاتية
هو أحد الأطفال الناجيين من المحرقة اليهودية على أيدي النازيين، هولوكوست. عاش هو وزوجته وأطفالهم الأربعة حياتهم في نيوتن (ماساتشوستس). وقد سمته مجلة التايم كواحد من الخمسة والعشرين الأكثر تأثيراً في أمريكا، كما صنفت مجلة فوربس كتابه إعادة هندسة المؤسسة كواحد من أهم ثلاثة كتب في مجال إدارة الأعمال في العشرين سنة الماضية
تعد أبرز أعمال هو كتاب إعادة هندسة المؤسسة الذي شاركه بكتابته جيمس أ. تشامبي، فلقد باع أكثر من عشرين مليون نسخة وبقي على قائمة النيويورك تاميز لأكثر الكتب مبيعاً لأكثر من عام. حيث ينظر مايكل هامر وجميس تشامبي بأن هندسة الأعمال الإدارية تعني البدء من جديد، أي من نقطة الصفر.

## وصلات خارجية
- مايكل مارتن هامر على موقع ميوزك برينز (الإنجليزية)